# Касем, Марат
Марат Касем (латыш. Marats Kasems; 14 марта 1990, Рига) — латвийский журналист и пропагандист. Бывший главный редактор информационного агентства Sputnik Литва.

## Биография
Марат Касем родился в Риге 14 марта 1990 года. Отец — йеменский араб и военнослужащий Фадель Касем, мать — Светлана. Обучался фортепиано в Саласпилсской музыкальной школе, изучал политологию в Латвийском университете (не окончил) и в Российском университете дружбы народов, где получил степень магистра.
В 2013 году Касем баллотировался кандидатом в депутаты Саласпилсской думы от партии «Согласие», но впоследствии был исключен из партии после того, как в социальных сетях широкое внимание привлекло видео, на котором он в нецензурной форме жалуется на результаты муниципальных выборов.
В 2018 году Касем выдвинул свою кандидатуру на парламентских выборах от партийного альянса «За альтернативу». Он был включен в список как журналист российского СМИ Россия сегодня. Позже Касем стал редактором Sputnik Литва. В 2019 году Литва объявила его персоной нон грата и запретила ему въезд в страну на пять лет.
30 декабря 2022 года Касем был задержан в Латвии по подозрению в шпионаже и нарушении экономических санкций Европейского союза. Прокуратура предъявила Касему обвинение по статье Уголовного кодекса за пособничество иностранному государству в акте, направленном против Латвийской Республики. В апреле 2023 года он был освобожден из тюрьмы в обмен на подписание соглашения о невыезде. В июле 2023 года, согласно постановлению Генеральной прокуратуры о вынесении приговора, Касем был признан виновным и осужден за пособничество иностранному государству в действии против Латвии. С учётом признания вины и раскаяния Касем был оштрафован на 15 500 евро.
31 августа 2023 года в обширном интервью порталу Delfi Касем заявил, что работая на пропагандиста Дмитрия Киселева, он выполнял грязную работу и зарабатывал мало. Касем также признался, что не планирует возвращаться в Россию. Через некоторое время после публикации интервью было удалено.
В интервью латвийскому телеканалу TV3 Касем заявил, что намерен выставить свою кандидатуру на выборах в Сейм.

## Касем о безопасности информационного пространства Латвии
Я считаю, что маленькое государство должно защищать себя всеми доступными путями. Иногда они могут выглядеть несколько чрезмерными со стороны, но Латвия на данный момент ощущает угрозу — речь даже не о Москве, которая не так далеко находится, но о городах, которые ещё ближе к латвийским границам. […] Главное с этим не перебарщивать и не скатиться в радикальную идеологию. Надеюсь, что нам хватит политического опыта и политической мудрости, чтобы до этого не дойти. Но вместе с тем я считаю, что наше общество должно быть более инклюзивным, где все были бы латвийцами вне зависимости от происхождения и все были патриотами Латвии. […] Идешь, гуляешь по Саласпилсу (не буду говорить, мимо каких домов — ну, окна открыты, на первых этажах). Все смотрят те же телеканалы, что и смотрели раньше, которые запрещены. Они не видят здесь поддержки со стороны, скажем так, главенствующего этноса, со стороны большинства. Но при этом получают успокоение, глядя в телевизор, где лишний раз подтверждают, во-первых, их слова, но ещё и добавляют им некоторые идеологемы, некоторые нарративы, которые очень удобно ложатся на эту почву.